# Vagrantini
De Vagrantini zijn een geslachtengroep van vlinders uit de onderfamilie van de Heliconiinae van de familie van de Nymphalidae. De wetenschappelijke naam en beschrijving van deze geslachtengroep werden voor het eerst gepubliceerd in 1996 door Amnuay Pinratana en John Nevill Eliot.

## Geslachten
- Vagrans Hemming, 1934
- Algia Herrich-Schäffer, 1864
  - = Paduca Moore, 1886
  - = Ducapa Moore, 1900
- Algiachroa Parsons, 1989
- Cirrochroa Doubleday, 1847
- Cupha Billberg, 1820
  - = Messaras Doubleday, 1848
- Lachnoptera Doubleday, 1847
- Phalanta Horsfield, 1829
  - = Atella Doubleday, 1847
  - = Albericia Dufrane, 1945
- Smerina Hewitson, 1874
- Terinos Boisduval, 1836
- Vindula Hemming, 1934